# 福将
福将（英語：Spencer Foo；1994年5月19日—），中国男子冰球运动员。司职前锋。出生于加拿大埃德蒙顿。身高183厘米，体重86公斤，有华人血统。

## 经历
在加拿大青少年联赛U15到U18比赛时候，每赛季至少拿到20分。大学在NCAA（美国大学体育联盟）效力于美国联合学院，出战113场比赛得分112，单赛季38场比赛62分当选过一次联赛全明星及全美第一阵容，曾在国家冰球联盟(NHL) 的卡尔加里火焰队和美国冰球联盟(AHL) 的农场队斯托克顿热火队效力。后到中国任昆仑鸿星俱乐部副队长。加入中華人民共和國国籍入选国家队。2022年在国家队出战4次。

## 家庭
弟弟：福帅